# Gary Allan
Gary Allan Herzberg, noto come Gary Allan (La Miranda, 5 dicembre 1967), è un cantautore statunitense di musica country.

## Biografia
Dopo aver firmato un contratto con la Decca Records nel 1996, ha iniziato l'attività di cantautore debuttando nella scena country statunitense con il singolo Her Man, inserito nell'album Used Heart for Sale. Il disco, prodotto da Mark Wright e Byron Hill, viene pubblicato nel settembre 1996 e viene certificato disco d'oro dalla RIAA. Il suo secondo album esce nel 1998 e si intitola It Would Be You. Ha prodotto tre hit entrate nella Hot Country Song.
Nell'ottobre 1999 ha pubblicato Smoke Rings in the Dark, prima produzione per la MCA Nashville. Questo album viene certificato disco di platino (il primo per l'artista) ed è trascinato dalla title track e dall'altro singolo Right Where I Need to Be. 
Nel 2001 pubblica Alright Guy. Anche questo album è platino negli USA come il precedente.
Un altro album di inediti è See If I Care (settembre 2003), terzo consecutivo per la MCA e terzo consecutivo ad essere certificato disco di platino dalla RIAA. Questo, in particolare, si piazza alla posizione #17 della Billboard 200 e contiene due brani che hanno raggiunto la vetta della US Country (Tough Little Boys e Nothing on But the Radio).
Il successivo album, Tough All Over, pubblicato nell'ottobre 2005, viene diffuso dopo il suicidio della moglie di Gary e contiene una cover dei Vertical Horizon pubblicata come singolo (Best I Ever Had). Questo album si piazza alla terza posizione della Billboard 200 e alla prima della Top Country Albums.
Nel marzo 2007 pubblica il Greatest Hits, che include i migliori brani dei suoi primi sei album, più due nuove canzoni. Il disco scala la Billboard 200 fino al quinto posto.
Il settimo album in studio è Living Hard (ottobre 2007) e raggiunge la posizione #3 della Billboard 200.
Nel marzo 2010 pubblica Get Off on the Pain. Il primo singolo, Today, viene pubblicato nel giugno 2009, mentre la title track segue pochi giorni dopo il distribuisce dell'album. Raggiunge il quinto posto in classifica.
Segue la raccolta Icon (marzo 2012), con cui partecipa alla collezione della Universal Music Enterprises.
Il suo nono disco, dal titolo Set You Free, viene pubblicato nel gennaio 2013 e raggiunge il primo posto della Billboard 200. Si piazza anche in vetta nella Top Country Albums (seconda volta per l'artista dopo Tough All Over). I singoli estratti sono Every Storm (Runs Out of Rain) (settembre 2012), Pieces (febbraio 2013) e It Ain't the Whiskey.

## Discografia

### Album studio
- 1996 - Used Heart for Sale
- 1998 - It Would Be You
- 1999 - Smoke Rings in the Dark
- 2001 - Alright Guy
- 2003 - See If I Care
- 2005 - Tough All Over
- 2007 - Living Hard
- 2010 - Get Off on the Pain
- 2013 - Set You Free
- 2021 - Ruthless

### Raccolte
- 2007 - Greatest Hits
- 2012 - Icon